# Josef Lammerz
Josef Lammerz (* 15. Juni 1930 in Bonn; † 8. Januar 2014 in Teulada, Spanien) war ein deutscher Komponist, Organist und Chorleiter.

## Leben und Wirken
Josef Lammerz erhielt bereits in jungen Jahren Klavier- und Orgelunterricht. Besonders geprägt wurde er durch Hubert Brings, dem damaligen und langjährigen Münsterorganisten in Bonn.
Von 1950 bis 1954 studierte er Kirchenmusik am Robert-Schumann-Konservatorium in Düsseldorf, danach betrieb er private Kompositionsstudien bei Rudolf Petzold in Köln und weitere Orgelstudien in Düsseldorf bei Clemens Ingenhoven.
Von 1956 bis 1975 war Josef Lammerz Organist und Chorleiter an der Christ-König-Kirche in Duisburg, wo er einen viel beachteten Chor aufbaute. Er war verantwortlich für zahlreiche Aufführungen bedeutender Werke der Chorliteratur und eigener Kompositionen.
Von 1961 bis 1975 war Josef Lammerz Lehrbeauftragter für die Fächer Klavier und Orgel an der Niederrheinischen Musikschule in Duisburg und für Theorie an der Folkwanghochschule Essen, Institut Duisburg.
Von 1975 bis 1989 arbeitete er als Organist und Chorleiter an der Münsterbasilika in Bonn.
Josef Lammerz lebte seit 1989 in Teulada an der Costa Blanca in Spanien. Große Werke (Messen, Kantaten, Psalmen) kamen hier zur Uraufführung. Lammerz war Ehrenbürger von Teulada und in Xàtiva, der Geburtsstadt der Borgia-Päpste, wurde eine Straße nach ihm benannt. Im Juli 2013 erklang in seiner Anwesenheit die Uraufführung des „Cantico de las Criaturas für Soli, Chor, Orchester, Orgel“ mit dem Monteverdichor Würzburg unter Matthias Beckert.

## Kompositionen (Auswahl)
- 1951 Weihnachtslied, Chor u.Orgel; UA Duisburg
- 1954/88/96 Te Deum, Soli, Chor; Orchester, Orgel, UA 13. November 2010 Chorus Cantate Domino, Bonn
- 1955 Motetten, Chor a cappella; Duisburg
- 1957 Missa Festiva, Chor u. Orgel; UA Duisburg
- 1962/63 Messe in A, Soli; Chor; Bläser u.Orgel; UA Duisburg/Bonn
- 1980 Missa Mundi, Schola, Chor, Bläser und Orgel, UA Bonn
- 1990 Missa Solemnis, Tenor, Chor, Orchester UA Spanien/Bonn
- 1990 Missa Brevis, Sopran, Chor a cappella UA
- 1993 Te Deum, Sopran, Chor, Instrumente, Pauken, Orgel UA Spanien
- 1994 Psalm 13, Sopran, Chor und Orgel; UA Aachen/Spanien
- 1994/95 Cantata a Xativa, Sprecher, Bariton, Chor u. Orchester UA Spanien
- 1996 Missa de Campana, Sopran, Chor u.Orgel, UA Bonn
- 1996/97 Weihnachtslieder Sopran und Orgel; UA Spanien
- 1997 Cantata Lirica, Sprecher, Tenor, Chor u. Orchester
- 1998 Concertino f.Klavier u.Instrumente (Orgel)
- 1999 Cantico de las Criaturas, Soli, Chor, Orchester, Orgel, UA 20. Juli 2013 Monteverdichor Würzburg, Würzburg
- 1999 Fuente de Vida, Sopran, Chor, Orgel UA Spanien
- 2001 Weihnachtslieder Sopran u.Orgel UA Spanien
- 2001 5 Lieder nach Texten v.H. Hesse, Bariton u.Klavier
- 2002 Symphonische Motette "Epephania", Sopran, Chor, Orch; UA Köln
- 2003 Vier Marienmotetten, Chor u.Orgel
- 2005 Missa Romantica, Sopran, 8 St.Doppelchor, Orgel UA Spanien